# Франческа Френч
Франческа Френч (англ. Francesca French, кит. трад.: 馮貴石; піньїнь: Féng Guìshí; 12 грудня 1871 — 2 серпня 1960) — британський євангелістський місіонер у Китаї. Вона служила у Китайській внутрішній місії.

## Рання кар'єра
Франческа народилася у Брюгге, Бельгія, друга дочка у сім'ї англійців Джона Ерінгтона Френча і його кузени Френсіс Елізабет Френч. Вона здобула освіту в середній школі у Женеві, Швейцарія. Її старша сестра, Єванджеліна Френч у 1893 році поїхала у Китай служити місіонером. Франческа хотіла поїхати з нею, але змушена залишитися в Англії, щоб піклуватися про свою стареньку матір. Після того, як її мати померла в 1908 році, вона приєдналася до своєї сестри в Китаї. Сестри служили разом з Мілдред Кейбл в Хочжоу, провінція Шаньсі.

## Подорожі по Центральній Азії
У 1913 році вони вирушили з місією по провінціях Ганьсу, Сіньцзян і у пустелі Гобі. Через кілька років вони взяли з собою молоду татарську глухоніму дівчину, яка залишилася з ними, коли вони повернулися в Англію. Вони мандрували маловідомими караванними стежками, проповідуючи серед кочівників, що сповідували іслам.

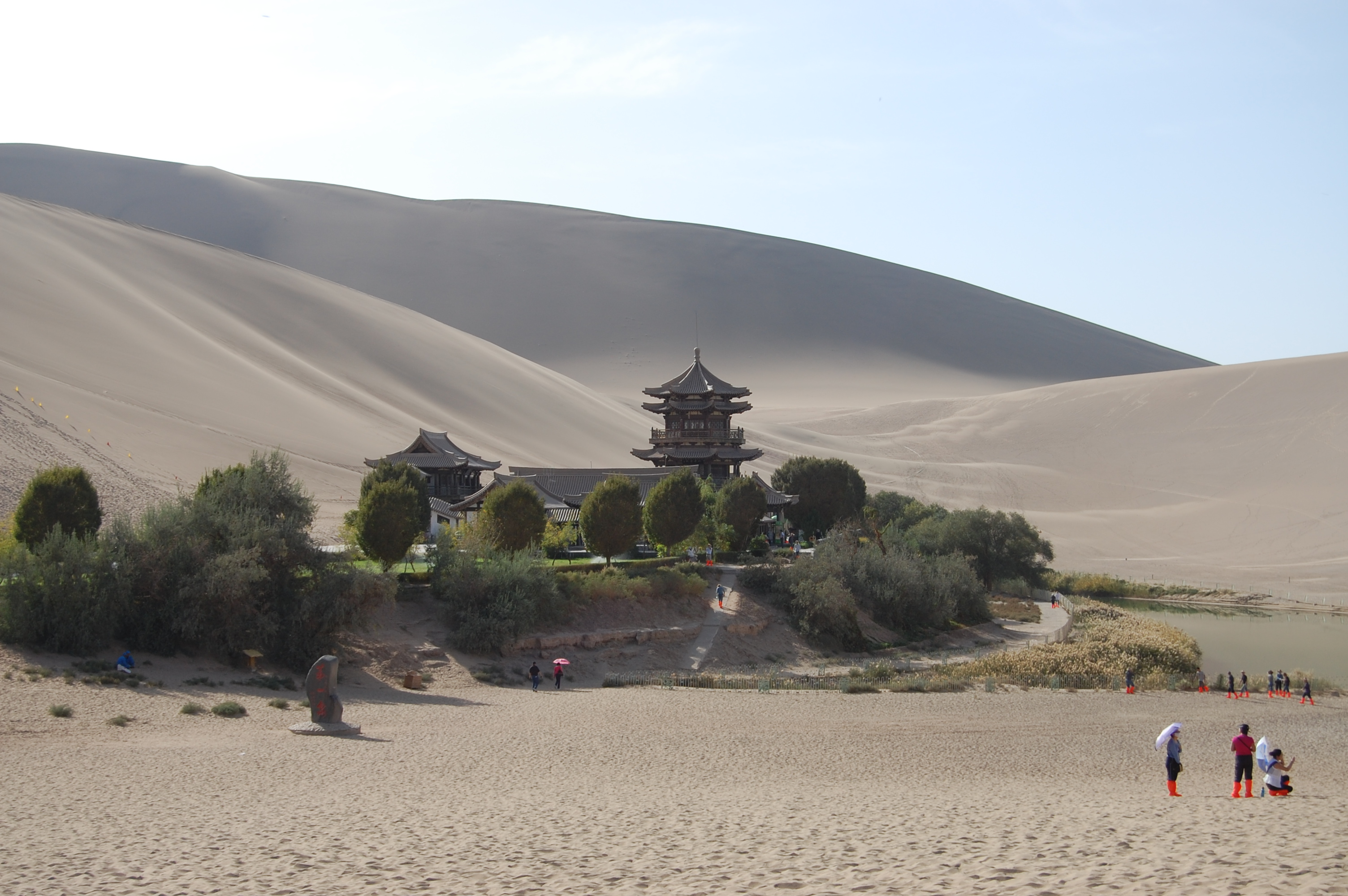
Озеро Юеяцюань, оазу якого відвідали та описали сестри Френч та Кейбл

У червні 1923 року вони вдруге вирушили у мандрівку по Західному Китаю з Хочжоу. Вони подолали 2400 км протягом наступних восьми місяців, аж поки взимку досягли міста Чжан'є, яке є останнім містом Великого китайського муру. Там уже працював китайський проповідник. На його прохання вони створили там біблійну школу. Коли настало літо, вони знову вирушили у подорож на захід коридором Хесі. Вони орендували будинки для себе і для церкви в місті Цзюцюань, яке в подальшому було їхньою базою. З Цзюцюаня вони подорожували тибетськими селами в провінції Цінхай, монгольських улусах і мусульманських містах в провінції Синьцзян. По дорозі продавали і роздавали біблію і християнську літературу. Вивчали уйгурську мову, щоб спілкуватися з мусульманськими жінками, які були головним пріоритетом їхніх місіонерських зусиль, хоча здається, що в цей час було дуже мало звернених серед мусульман.
У 1928 році вони протягом року мандрували провінцією Сіньцзян. На шляху трійця затрималась у лідера дунганів Ма Джун'їна. У 1932 році вони здійснили свою першу подорож в Гобі, де Кейбл була сильно травмована після падіння з осла.
Трійця покинула Китай у 1936 році і не змогли повернутися, тому що в серпні 1938 року іноземцям наказано покинути Ганьсу і Сіньцзян місцевим воєначальником. Кейбл та сестри Френч оселилися у Дорсеті. Після свого виходу на пенсію, Франческа стала доповідачем, розповідаючи про свої мандрівки. Вона і Мілдред Кейбл також писали про культуру та географію територій, які вони відвідували.
Кейбл померла в 1952 році. Франческа померла 2 серпня 1960 року у віці 88 років у Вотфорді, менше, ніж через місяць після смерті її сестри Євангеліни, що померла у віці 91 рік.